# Harvard Man
Harvard Man è un film del 2001 diretto da James Toback e interpretato da Adrian Grenier, Sarah Michelle Gellar, Joey Lauren Adams, Eric Stoltz e Rebecca Gayheart.

## Trama
La storia riguarda lo studente di Harvard Alan Jensen, playmaker della squadra di basket di Harvard. Quando casa dei suoi genitori viene distrutta da un tornado, Alan ha bisogno di 100 000 dollari per rimetterla a posto. La sua ragazza è Cindy Bandolini, il cui padre è un boss della malavita organizzata. Cindy convince Alan a lanciare un gioco per i soldi e gli dice che suo padre è dietro l'affare. Però, in realtà, per il finanziamento Cindy si rivolge al socio del padre, Teddy Carter, e alla sua assistente, Kelly Morgan, non sapendo che Carter e Morgan sono agenti sotto copertura dell'FBI.
Alan lancia il gioco, dà i soldi ai suoi genitori e poi subisce una esperienza psichedelica dopo aver ingerito una grossa dose di LSD. Segue un lungo tratto del film durante il quale Alan, che si trova in uno stato alterato, è inseguito da Carter, mentre Cindy viene acciuffata da Morgan.
Proprio quando sembra che ci siano le prove sulla sua caduta, il brutto viaggio, l'FBI, o la Mafia, arriva l'altra fidanzata e professoressa di filosofia di Alan, Chesney Cort, a salvare la situazione. Non solo trova un medico ad Alan per riportarlo alla sobrietà, ma rivela anche di trovarsi in una relazione a tre con Carter e Morgan. Una volta ottenute alcune prove fotografiche per estorsione, Alan si libera dai suoi problemi.

## Distribuzione
- Uscita in  Francia: 1º agosto 2001
- Uscita in  Italia: 17 novembre 2001 (Turin Film Festival)
- Uscita negli  Stati Uniti: 12 aprile 2002
- Uscita in  Danimarca: 17 dicembre 2002